# Chłuplany
Chłuplany (ukr. Хлупляни) – wieś na Ukrainie, w obwodzie żytomierskim, w rejonie owruckim. W 2001 roku liczyła 230 mieszkańców.